# Perlička supí
Perlička supí (Acryllium vulturinum) je největší a nejnápadnější zástupce celé čeledi perličkovitých a jediný představitel rodu Acryllium.

## Popis
Perlička supí dorůstá 61–71 cm a váží 1–1,65 kg. Je zavalitá, s nápadně malou hlavou a dlouhým štíhlým krkem, ocasem a končetinami, které má dokonce nejdelší ze všech perliček. Svůj český, ale i vědecký název získala podle své převážně neopeřené, tmavě zbarvené hlavy, která dosti připomíná hlavu supa. Jinak je perlička supí převážně černá s jemným bílým skvrněním, má kobaltově modré břicho a hruď a tmavý krk, na kterém ji vyrůstají charakteristická, dlouhá, převážně černobíle zbarvená pera.

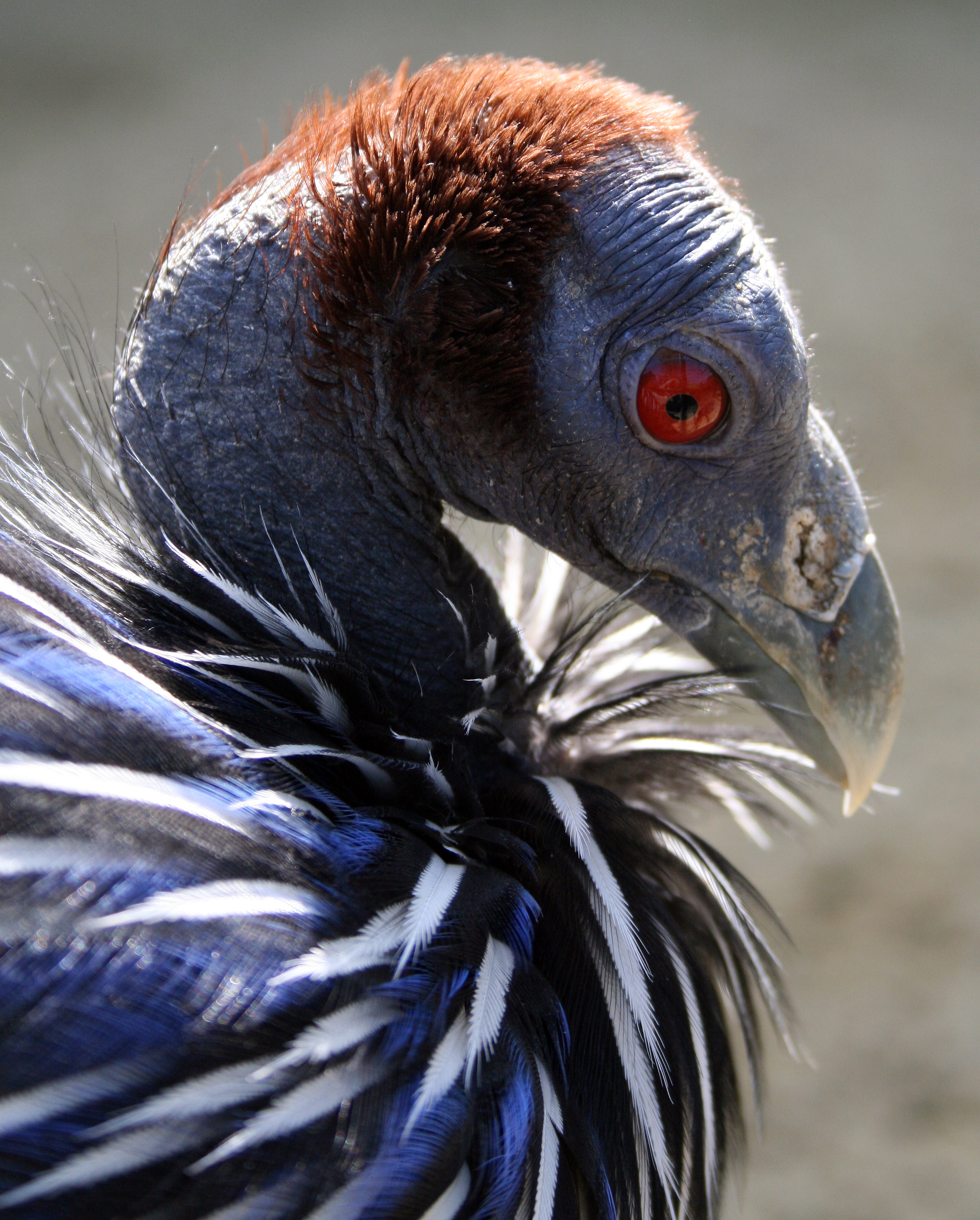
Hlava perličky supí

Obě pohlaví se zbarvením nijak neliší, sexuální dimorfismus je u nich patrný pouze ve velikosti (samice totiž dorůstá mírně menších rozměrů než samec), mladí ptáci jsou na rozdíl od dospělců převážně šedohnědí se světle modře zbarvenou hrudí a výrazně kratšími ozdobnými pery na krku.

## Výskyt a chování
Perlička supí obývá otevřené a díky své schopnosti vydržet dlouhé období bez vody často i velmi suché lokality s nízkým vegetačním porostem. Vyskytuje se na území severovýchodní Afriky v rozmezí od jižní Etiopie přes Keňu až po severní Tanzanii. Od 2004 je v Červeném seznamu IUCN zařazena do kategorie málo dotčených druhů s populací čítající přibližně 1–25 000 000 jedinců.
Perlička supí je společenský pták, který se vyskytuje v hejnech čítajících průměrně 25 jedinců. Většinou se zdržuje na zemi, chová se skrytě a plaše a umí také velmi rychle běhat, vzlétává však jen zřídkakdy. Požírá zejména malé bezobratlé, jako je např. hmyz nebo žížaly, a nejrůznější semena.
Samice ročně klade obvykle 4–8 krémově zbarvených vajec, na kterých sama sedí po dobu 23–25 dní. Perlička supí pohlavně dospívá přibližně ve svém 1. roce života. Hlas, jímž se ozývají obě pohlaví, je tříslabičné vrzání, znějící jako vrzání špatně namazaného kolečka. Tok probíhá mírumilovněji než u jiných druhů perliček.